# ロバート・ギルバート (俳優)
ロバート・ギルバート（Robert Gilbert、1988年6月7日 - ）はイングランドおよびアメリカ合衆国の俳優、声優、ミュージシャン。イギリスとアメリカ合衆国の二重国籍を有している。ミュージシャンとしての名義はキャプテン・バックファイア。

## 略歴
1988年にイングランド・ロンドンのハマースミスで生まれる。父親は空軍所属のアフリカ系アメリカ人、母親は白人のイングランド人で、幼い時に両親が離婚し、17歳まで、父親といる時はアメリカ訛り、母親といる時はイギリス訛りの英語を話していた。
リヴァプールの演劇学校で3年間学んだ後にロンドンに移って俳優としてのキャリアをスタートさせる。

## 主な作品

### 映画
- ガリバー旅行記 Gulliver's Travels (2010)
- レディ・プレイヤー1 Ready Player One (2018)
- マクベス The Tragedy of Macbeth (2021)

### テレビ
- スタートレック:ローワー・デッキ Star Trek: Lower Decks (2021) ※シーズン2の2エピソードに声の出演
- キリング・イヴ/Killing Eve Killing Eve (2022) ※シーズン4
- レッド・アイ/陰謀のフライト Red Eye (2024)
- 警部ベルジュラック〜豪邸に潜む闇〜 Bergerac (2025 - )

### 舞台
- The Rolling Stone (2015, 2019)